# Джексонвілл
Дже́ксонві́лл (англ. Jacksonville) — місто (англ. city) в США, в окрузі Дювал штату Флорида. Населення — 949 611 особа (2020). Найбільше місто за чисельністю населення у штаті та тринадцяте за у США. З 1968 року місто та округ мають єдине управління, у результаті чого Джексонвілл став найбільшим за територією містом у континентальних США.
Джексонвілл розташований на північному сході штату Флорида на берегах річки Сент-Джонс (англ. St. Johns River), що впадає в Атлантичний океан за 30 км від центральної частини міста вище (річка тече з півдня на північ) за течією.

## Історія
Перше поселення, яке прозвали Оссачіт (Ossachite), з'явилось на цьому місці близько 6 тис. років тому, у ньому мешкали індіанці племені Тімукуа (Timucua).
Європейці вперше з'явилися на місці міста в 1562 році, коли французький дослідник гугенот Жан Рібо (фр. Jean Ribault) вперше висадився і позначив на мапі річку Сейнт-Джанс. А через два роки під керівництвом іншого француза Рене де Ладоніра (фр. René de Laudonnière) тут було засноване перше європейське поселення — форт Керолайн (англ. Fort Caroline).
Поселення Кауфорд (англ. Cowford), майбутній Джексонвілл, виник 1791 року і свою первинну назву отримав завдяки броду у вузькому місці річки, який використовували для переправи домашньої худоби (cow — корова, ford — брод). 1822 року місто отримало своє ім'я на честь Ендрю Джексона (Andrew Jackson), першого військового губернатора Флориди й надалі сьомого президента США.
Під час громадянської війни в США в 1861–1865 роках Джексонвілл став основним постачальником яловичини та свинини для військ Конфедерації.
За часів реконструкції (1867–1877) та «позолоченого століття» (1870–1898) Джексонвілл і розташоване поблизу місто Сент-Огустін (St. Augustine) стали популярними зимовими курортами для багатих і знаменитих персон. Відвідувачі прибували сюди на пароплавах, а пізніше по залізниці. До кінця століття, однак, потік туристів дещо зменшився через спалахи жовтої гарячки, а також через те, що залізниця була прокладена далі на південь півострова і частина туристичних потоків перемістилася туди.
У 1910-ті роки місто стало популярним серед кінематографістів, яких вабили теплий клімат, екзотичні пейзажі, близькість залізниці і дешева робоча сила. За десятиріччя в місті облаштувалися понад 30 кіностудій німого кіно, за що воно було прозване «зимовою столицею світового кінематографа». Однак з появою Голівуду центр кіновиробництва зрештою перемістився туди.
У ці ж роки Джексонвілл став великим банківським і страховим центром, тут стали процвітати такі компанії, як Barnett National, Atlantic National, Florida National, Prudential, Gulf Life, Afro-American Insurance, Independent Life та American Heritage Life. Під час Другої світової війни у районі міста були утворені три військово-морські бази, і ВМС США став однією з економічних рушійних сил міста і великим роботодавцем. Після закінчення війни місто почало потерпати від негативних наслідків швидкої урбанізації міст за рахунок сільської місцевості. В результаті голосування в 1968 році муніципалітети міста та округу були об'єднані, у результаті чого за займаною територією місто стало найбільшим містом в континентальній частині США.

## Географія
Джексонвілл розташований за координатами 30°20′13″ пн. ш. 81°39′41″ зх. д. / 30.33694° пн. ш. 81.66139° зх. д. (30.337019, -81.661302). За даними Бюро перепису населення США у 2010 році місто мало площу 2265,28 км², з яких 1934,73 км² — суходіл та 330,55 км² — водойми.

### Клімат
| Клімат Джексонвілл       | Клімат Джексонвілл | Клімат Джексонвілл | Клімат Джексонвілл | Клімат Джексонвілл | Клімат Джексонвілл | Клімат Джексонвілл | Клімат Джексонвілл | Клімат Джексонвілл | Клімат Джексонвілл | Клімат Джексонвілл | Клімат Джексонвілл | Клімат Джексонвілл | Клімат Джексонвілл |
| Показник                 | Січ.               | Лют.               | Бер.               | Квіт.              | Трав.              | Черв.              | Лип.               | Серп.              | Вер.               | Жовт.              | Лист.              | Груд.              | Рік                |
| Абсолютний максимум, °C  | 28,9               | 31,1               | 32,8               | 35,0               | 37,8               | 39,4               | 40,6               | 38,9               | 37,2               | 35,6               | 31,1               | 28,9               | 40,6               |
| Середній максимум, °C    | 18,2               | 20,1               | 23,2               | 26,2               | 29,7               | 32,2               | 33,3               | 32,7               | 30,5               | 26,9               | 23,1               | 19,2               | 26,3               |
| Середня температура, °C  | 11,7               | 13,6               | 16,5               | 19,4               | 23,4               | 26,6               | 27,9               | 27,7               | 25,7               | 21,3               | 16,8               | 12,9               | 20,3               |
| Середній мінімум, °C     | 5,2                | 7,1                | 9,8                | 12,6               | 17,1               | 21,1               | 22,6               | 22,6               | 20,8               | 15,8               | 10,5               | 6,6                | 14,3               |
| Абсолютний мінімум, °C   | −13,9              | −12,2              | −5                 | −0,6               | 7,2                | 8,3                | 16,1               | 17,2               | 8,9                | 0,6                | −6,1               | −11,7              | −13,9              |
| Норма опадів, мм         | 84                 | 81                 | 100                | 67                 | 63                 | 164                | 166                | 173                | 208                | 100                | 54                 | 71                 | 1331               |
| ------------------------ | ------------------ | ------------------ | ------------------ | ------------------ | ------------------ | ------------------ | ------------------ | ------------------ | ------------------ | ------------------ | ------------------ | ------------------ | ------------------ |
| Джерело: Погода й клімат |                    |                    |                    |                    |                    |                    |                    |                    |                    |                    |                    |                    |                    |

## Демографія
Згідно з переписом 2010 року, у місті мешкали 821 784 особи в 323 106 домогосподарствах у складі 207 760 родин. Густота населення становила 363 особи/км². Було 366273 помешкання (162/км²).
Расовий склад населення:
| - 59,4 % — білих - 30,7 % — чорних або афроамериканців - 4,3 % — азіатів - 0,4 % — корінних американців - 0,1 % — вихідців з тихоокеанських островів - 2,2 % — осіб інших рас |

До двох чи більше рас належало 2,9 %. Частка іспаномовних становила 7,7 % від усіх жителів.
За віковим діапазоном населення розподілялося таким чином: 23,9 % — особи молодші 18 років, 65,2 % — особи у віці 18—64 років, 10,9 % — особи у віці 65 років та старші. Медіана віку мешканця становила 35,5 року. На 100 осіб жіночої статі у місті припадало 94,1 чоловіків; на 100 жінок у віці від 18 років та старших — 91,3 чоловіків також старших 18 років.
Середній дохід на одне домашнє господарство становив 64 229 доларів США (медіана — 46 764), а середній дохід на одну сім'ю — 75 678 доларів (медіана — 58 185). Медіана доходів становила 42 225 доларів для чоловіків та 36 318 доларів для жінок. За межею бідності перебувало 17,7 % осіб, у тому числі 26,4 % дітей у віці до 18 років та 10,6 % осіб у віці 65 років та старших.
Цивільне працевлаштоване населення становило 385 874 особи. Основні галузі зайнятості: освіта, охорона здоров'я та соціальна допомога — 20,5 %, науковці, спеціалісти, менеджери — 12,5 %, роздрібна торгівля — 12,4 %.

## Культура
- Музей сучасного мистецтва Джексонвіля
- Куммерський музей мистецтв і сади

## Видатні особистості

### Народилися
- Меріан Купер (1893—1973) — американський сценарист, режисер і продюсер
- Ванда Гендрікс (1928—1981) — американська теле- та кіноакторка
- Пет Бун (* 1934) — американський співак та актор
- Рон ДеСантіс (* 1978) — американський політик
- Бен Купер (* 1982) — американський співак і автор пісень

## Міста-побратими
- Баїя-Бланка, Аргентина (1967)
- Мурманськ, Росія (1975)
- Чханвон, Південна Корея (1983)
- Нант, Франція (1984)
- Інкоу, КНР (1990)
- Порт-Елізабет, ПАР (2000)
- Санто-Домінго, Домініканська Республіка (2005)
- Куритиба, Бразилія (2009)
- Сан-Хуан, Пуерто-Рико (2009)
- Вулвергемптон, Велика Британія (2010)